# Gerlinde Stobrawa
Gerlinde Stobrawa, geborene Kautz, (* 23. Januar 1949 in Altkünkendorf, Landkreis Angermünde; † vor oder am 29. August 2024 ebenda) war eine deutsche Politikerin (Die Linke). Sie war von 1990 bis 2012 Mitglied des Landtages Brandenburg und von 2005 bis 2009 dessen Vizepräsidentin. Sie war inoffizielle Mitarbeiterin der DDR-Staatssicherheit.

## Leben
Stobrawa studierte von 1965 bis 1968 am Institut für Lehrerbildung in Neuzelle Pädagogik und arbeitete von 1968 bis 1974 als Unterstufenlehrerin und stellvertretende Direktorin. Zwischen 1974 und 1984 war sie Mitarbeiterin und später Bezirksvorsitzende der Pionierorganisation Ernst Thälmann. Von 1984 bis 1989 war sie Mitarbeiterin beim Rat des Bezirkes Frankfurt (Oder), dabei 1985 bis 1986 und 1987 bis 1989 Mitglied des Rates für Jugendfragen, Körperkultur und Sport. Zwischen 1986 und 1987 absolvierte sie ein Studium an der Parteihochschule Karl Marx in Berlin, wo sie das Diplom als Gesellschaftswissenschaftlerin erlangte. Von 1986 bis 1990 war sie Abgeordnete des Bezirkstages Frankfurt (Oder). Von Dezember 1989 bis 1990 war sie 1. Stellvertreterin des Vorsitzenden des Rates des Bezirkes. 
Stobrawa war verheiratet und hat zwei Kinder.

## Politik
Stobrawa trat nach widersprüchlicher Eigenangabe 1968 oder 1970 der SED bei und blieb auch nach der Transformation zur PDS und der Fusion zur Partei „Die Linke“ Mitglied. Sie war von 1999 bis 2003 Mitglied des Kreistages Oder-Spree und von 2003 bis 2013 ehrenamtliche Bürgermeisterin von Bad Saarow. 
Seit den ersten Landtagswahlen Oktober 1990 war sie Mitglied des Brandenburger Landtages. Dort war sie 1991/1992 Mitglied des Ersten und des Zweiten Brandenburger Verfassungsausschusses und von 1999 bis 2004 Vorsitzende des Ausschusses für Europaangelegenheiten und Entwicklungspolitik. 2004 bis 2009 war sie stellvertretende Vorsitzende dieses Ausschusses. Von 2005 bis 2009 war sie Vizepräsidentin des Landtages. Stobrawa war zuletzt Europapolitische Sprecherin der Fraktion Die Linke.
Am 10. Dezember 2012 legte Stobrawa ihr Mandat als Abgeordnete nieder.

## Inoffizielle Mitarbeiterin der DDR-Staatssicherheit
Seit November 1991 ist bekannt, dass Stobrawa seit September 1987 als IM Marisa für das Ministerium für Staatssicherheit (MfS) tätig war. Die entsprechende Karteikarte wurde bei der Überprüfung des Landtages auf Stasi-Mitarbeit gefunden. Dort wurde sie zur Bespitzelung eines Mitarbeiters beim Rat des Bezirkes Frankfurt (Oder) eingesetzt. Ab März 1988 unterstand sie der Abteilung XX (Kultur, Kirche, Untergrund) des MfS. Seit Januar 1989 wurde sie sogar als Inoffizieller Mitarbeiter im besonderen Einsatz (IME) geführt.
1991 hatte die sogenannte Ehrenkommission Stobrawa als Grenzfall eingestuft, allerdings stand zu diesem Zeitpunkt nur ein Teil der bisher aufgefundenen Akten zur Verfügung. Nach wie vor fehlt eine unterschriebene Verpflichtungserklärung.
Stobrawa bestritt die Vorwürfe, gab jedoch zugleich an, sie nicht ausräumen zu können. In der Folge ließ sie ihr Amt als Landtagsvizepräsidentin zunächst ab dem 27. November 2009 ruhen und trat am 30. November 2009 von diesem Posten zurück, ohne jedoch ihr Landtagsmandat niederzulegen.
Stobrawa begründete ihre damalige Zusammenarbeit mit dem MfS damit, dass sie im Rat des Bezirkes für den Jugendaustausch mit Polen sowie für Ferienaufenthalte von Kindern aus Israel, Syrien, von der PLO sowie aus der Bundesrepublik zuständig war. Sicherheitsrelevante Fragen mussten in diesem Zusammenhang mit dem MfS abgestimmt werden. Am 17. Dezember 2009 hat Stobrawa alle ihr von der BStU übergebenen Dokumente auf ihrer Website veröffentlicht.